# دویجیندرانات تاگور
دویجیندرانات تاگور (بنگالی: দ্বিজেন্দ্রনাথ ঠাকুর؛ ۱۱ مارس ۱۸۴۰ – ۲۶ ژانویهٔ ۱۹۲۶) مردی دانشمند، شاعر و مترجم اهل راج بریتانیا بود.
وی بزرگ‌ترین برادر رابیندرانات تاگور بود.